# Institut de droit et d'économie de Vologda
L'Institut de droit et d'économie de Vologda (Вологодский институт права и экономики), ou forme longue établissement d'enseignement supérieur de l'État fédéral
« Institut de droit et d'économie de Vologda du service pénitentiaire fédéral », est un établissement d'enseignement supérieur situé en Russie à Vologda, formant des spécialistes et cadres pour le système pénitentiaire et d'autres organismes d'application de la loi en Russie.

## Histoire
Conformément à l'arrêté du ministère de l'Intérieur de l'URSS no 0150 du 5 mars 1979, l'école technique forestière de Vologda est fondée pour former des spécialistes de l'enseignement technique secondaire pour les établissements de travail correctionnel. Dix-huit mois plus tard, l'établissement est renommé en école secondaire spéciale de Vologda pour la formation du personnel de commandement du ministère de l'Intérieur de l'URSS, et son premier chef est le major Valéry Pokrovsky. Le premier groupe de « cadets » est formé sur les spécialités « technologie de l'exploitation forestière » et « technologie du travail du bois »; pour la formation, sept cycles de disciplines sont mis en place - prototypes des départements: technologie de l'exploitation forestière, technologie du sciage et du travail du bois, disciplines techniques générales, disciplines spéciales générales, disciplines juridiques, sciences sociales, disciplines militaires et entraînement physique.
L'établissement est réformé en 1997 et devient la filiale vologdienne de l'institut de droit et d'économie de Riazan du ministère de l'Intérieur de la fédération de Russie. En outre, la première inscription d'étudiants du département d'enseignement par correspondance a lieu dans la spécialité « jurisprudence », et à l'automne 1998, la première inscription de cadets dans cette même spécialité.
Le 17 décembre 1999, l'établissement recouvre son indépendance, après s'être transformé en institut de droit et d'économie de Vologda du ministère de la Justice de la fédération de Russie. Au début des années 2000, des facultés d'enseignement et de perfectionnement à distance, d'enseignement juridique, psychologique, d'ingénierie et d'économie et d'enseignement extrabudgétaire sont créées, ainsi qu'un troisième cycle universitaire dans les spécialités juridiques et psychologiques.
Cet institut universitaire est renommé en 2005 en Institut de droit et d'économie de Vologda du service pénitentiaire fédéral de Russie. En 2012, après un audit conduit par la compagnie autrichienne « CRO CERT », l'établissement reçoit son certificat de conformité aux standards internationaux ISO 900 :2008 et il est accrédité par l'État en décembre suivant. L'établissement est dirigé depuis 2017 par Evgueni Kharkovski. Il comprend environ 1 500 étudiants.

## Structure
Depuis 2020, cinq facultés et quinze départements (chaires) participent au processus éducatif de l'Institut de droit et d'économie de Vologda :
- Faculté juridique : 
chaire des disciplines administratives du droit, chaire des disciplines du droit administratif, chaire des disciplines du droit civil, chaire de droit pénal et de criminologie, chaire de procédure pénale, chaire de criminalistique et des activités d'enquêtes opérationnelles, chaire de droit d'exécution des peines et d'organisation du travail éducatif pour les condamnés;
- faculté de psychologie : 
chaire de psychologie générale, chaire d'organisation des services psychologiques dans le système pénitentiaire, chaire de psychologie juridique et de pédagogie, chaire de philosophie et d'histoire, chaire de russe et de langues étrangères;
- faculté d'ingénierie et d'économie : 
chaire d'informatique et de mathématiques, chaire d'économie, de gestion et d'ingénierie technique d'appui aux activités du système pénitentiaire, chaire de culture physique, chaire de combat et d'entraînement tactique spécial;
- faculté de formation professionnelle et de formation continue ;
- faculté de psychologie et de droit.